# Seria (muzyka)
Seria, szereg (z łac. series – szereg) – dowolny układ 12 dźwięków skali równomiernie temperowanej, który jest podstawą struktury muzycznej i harmonicznej kompozycji opartych na technice dodekafonii, reprezentowanej przez szkołę wiedeńską (A. Schönberg, A. Berg, A. Webern).
Seria występuje w czterech podstawowych formach:
- w postaci zasadniczej;
- w postaci raka (odczytanie postaci zasadniczej od końca);
- w postaci odwrócenia, czyli w inwersji (odczytanie interwałów w przeciwnym kierunku w stosunku do postaci zasadniczej);
- w postaci odwróconej i raka; podlega też transpozycjom.

Początkowo porządek serialny dotyczył tylko melodyki i harmoniki (seria materiałowa). Natomiast kompozytorzy, którzy rozwijali zdobycze szkoły wiedeńskiej, np. P. Boulez, K. Stockhausen, L. Berio, L. Nono, doprowadzili do serializacji wszystkich elementów muzycznych, także rytmiki, dynamiki, artykulacji, tempa, czyli do totalnej serializacji dzieła. Proces ten przyczynił się do powstania punktualizmu i w pewnym sensie do sonorystycznej koncepcji dzieła muzycznego.